# George Mantello
George Mantello (né György Mandel ou Mandl à Bistrița le 11 décembre 1901 et mort à Rome le 25 avril 1992) était un diplomate juif d'origine roumaine qui, alors qu'il travaillait comme premier secrétaire au consulat du Salvador à Genève en collaboration avec José Castellanos Contreras, sauva de la Shoah des milliers de Juifs en leur fournissant de faux papiers d'identité établissant leur nationalité salvadorienne. Par ailleurs il en sauva des dizaines de milliers et peut-être des centaines de milliers d'autres en faisant connaître au monde, au milieu de 1944, la vérité sur la déportation des Juifs de Hongrie vers les camps de la mort.

## Biographie
Mantello naquit en 1901 de parents juifs orthodoxes à Bistrița, en Transylvanie austro-hongroise, région (aujourd'hui roumaine) avec une forte minorité hongroise. À l'origine fabricant de textiles, il se trouvait en 1938 à Vienne au moment de l'Anschluss. En 1939, lors de l'occupation du reste de la Bohême-Moravie, il était à Prague ; il savait donc ce dont les nazis étaient capables. Mantello était délégué de Charles II de Roumanie auprès du régent de Hongrie Miklós Horthy. En 1939, il reçut la nationalité salvadorienne et exerça au consulat salvadorien à Bucarest. Il y fit la connaissance du colonel José Arturo Castellanos, consul du Salvador.
Le 30 août 1940, la partie de la Roumanie où habitait sa famille fut brutalement rattachée par Hitler à la Hongrie en vertu du deuxième arbitrage de Vienne. À la fin de 1941, alors que Mantello se trouvait à Bucarest, le Salvador rompit les relations avec la Roumanie, et Mantello dut quitter le pays. Arrêté à Rijeka par la Gestapo, il resta quelques mois en captivité à Zagreb, mais il réussit à se réfugier à Genève en passant par Bucarest. Il travailla pour Castellanos, au consulat du Salvador à Genève, de 1942 à 1945.
En 1944, il mit au point une tentative ambitieuse : empêcher Adolf Eichmann de déporter les Juifs de Budapest jusqu'à Auschwitz. Avec l'aide d'un diplomate roumain, Florian Manoliu, il se procura deux documents fournis par Mosher Krausz à Budapest. L'un était la version du rabbin Michael Ber Weissmandl du rapport Vrba-Wetzler, connu également sous le nom de « rapport d'Auschwitz » ou « protocole d'Auschwitz » ; on y décrivait en détail ce qui se passait dans ce camp. L'autre document était un rapport sur les déportations de Juifs hongrois. À la différence de nombreuses personnalités qui avaient eu en main ces rapports bien avant Mantello et n'avaient pas jugé utile d'agir, il fit connaître le jour même et dans les détails ces atrocités dès qu'il eut reçu les documents. Cette nouvelle déclencha en Suisse une vaste protestation populaire, avec mention dans les services religieux, manifestations dans les rues et campagne dans la presse suisse : dans cette dernière on vit plus de 400 manchettes enflammées (en violation des règles de la censure) pour exiger la fin en Europe des violences contre les Juifs. En fin de compte ces protestations bruyantes et à grande échelle réussirent à inciter Horthy, le régent de Hongrie, à faire cesser les déportations qui, jusque-là, conduisaient chaque jour 12 000 Juifs vers les camps de la mort. Cette pause dans les déportations permit d'organiser d'importantes activités de sauvetage en Hongrie, comme les missions de  Raoul Wallenberg et de Carl Lutz.
La question s'est posée de reconnaître George Mantello comme Juste parmi les nations en raison de son action, mais le principe de Yad Vashem est de n'accorder ce titre qu'à des non-Juifs. Or George Mantello était juif.